# وریچی
وریچی (به لاتین: Verići) یک منطقهٔ مسکونی در بوسنی و هرزگوین است که در بانیا لوکا واقع شده‌است.